# Календарный штемпель
Календа́рный ште́мпель — почтовый штемпель, применяющийся для гашения знаков почтовой оплаты на различных видах почтовых отправлений и для штемпелевания почтовых документов (переводов, квитанций и других) и содержащий указание календарной даты.

## Назначение и описание
Календарный штемпель служит для обозначения на почтовом отправлении и ином почтовом документе времени его приёма, отправки, получения или выдачи адресату.
Современные календарные штемпели обычно представляют собой круглый стальной штамп со встроенным нумератором, позволяющим ежедневно менять календарную дату. На календарных штемпелях обозначены пункт (город или иной населённый пункт) и дата отправления.

## Виды
Календарные штемпели могут быть:
- с выгравированной однодневной датой
- с выгравированной многодневной датой («от — до»)
- с механизмом для перевода даты.

На некоторых календарных штемпелях указывается не только переводимая дата (день), но и час, а порой и минуты гашения. Примером могут служить штемпели спешной почты. В прошлом, на календарных штемпелях изменение даты производилось заменой отдельных литер методом ручного типографского набора.
Календарный штемпель, который ставится в пункте прибытия почтового отправления и указывает на дату его прибытия, называется контрольным штемпелем. В XIX веке такие штемпели ставились в пограничных почтовых учреждениях на почтовых отправлениях, пересылаемых за границу и поступающих из-за границы.
В современной России, согласно статье 45 Почтовых правил от 22 апреля 1992 года, календарные почтовые штемпели употребляются в следующем порядке:
Календарный штемпель … предназначается для гашения почтовых марок и обозначения на почтово-телеграфных отправлениях, квитанциях и документах места и даты, а при использовании на предприятиях связи столиц независимых государств и автономных республик, областных (краевых) центров, городов областного (краевого, республиканского) подчинения еще и часа приема, отправки, получения или выдачи почтовых отправлений.Почтовые правила от 22.04.1992 (Глава 4)